# Moulins-la-Marche
Moulins-la-Marche è un comune francese di 792 abitanti situato nel dipartimento dell'Orne nella regione della Normandia. Il suo territorio comunale è bagnato dal fiume Iton.